# Фёдоров, Андрей Александрович
Андре́й Алекса́ндрович Фёдоров (1908—1987) — советский биолог, ботаник, специалист в области систематики и географии цветковых растений. Член-корреспондент АН СССР (1970). Брат ботаника Александра Александровича Фёдорова (1906—1982).

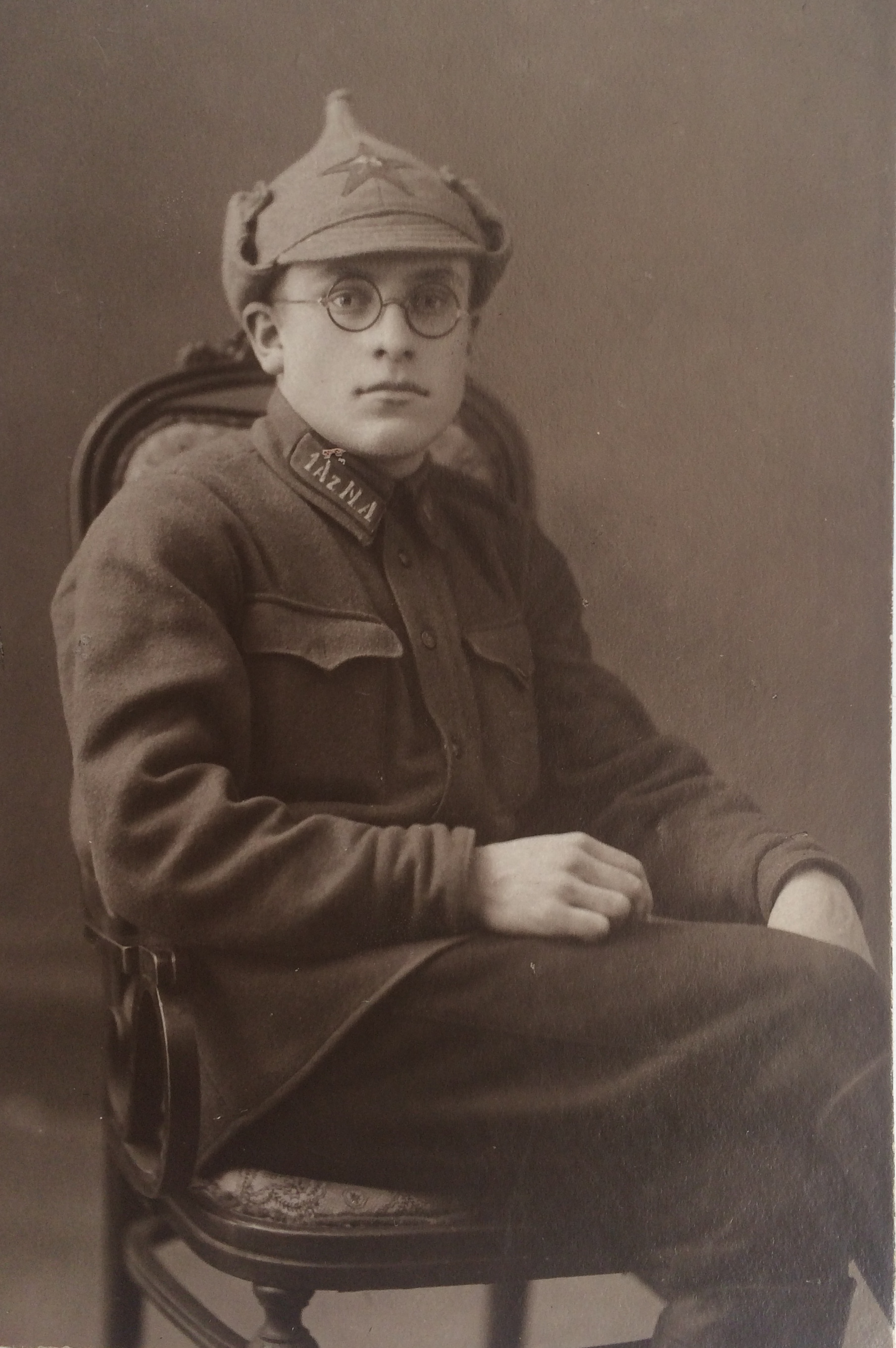
А. А. Федоров в рядах РККА, 1931 год

## Краткая биография

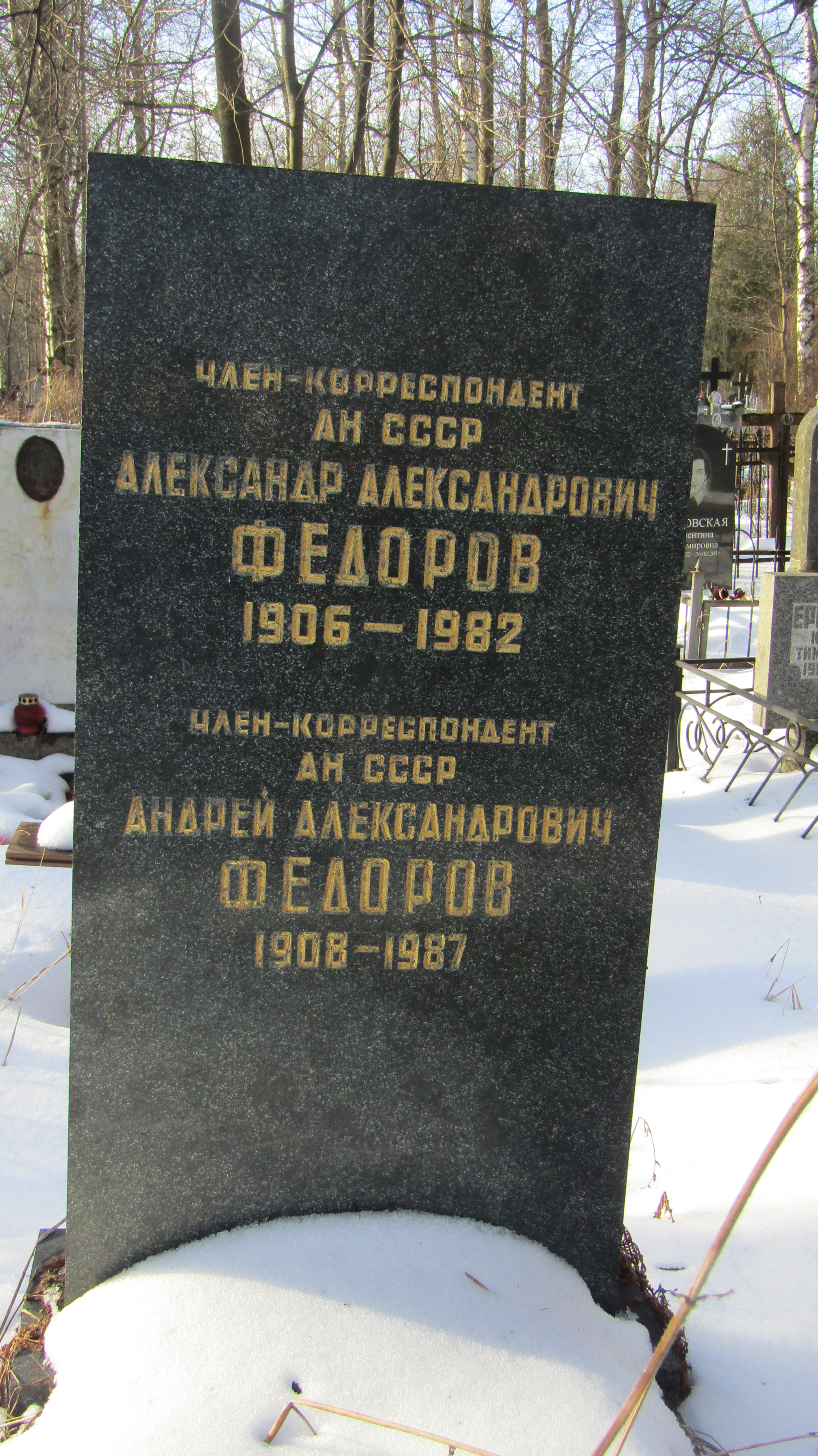
Могила Федорова А. А. Серафимовское кладбище, Санкт-Петербург

Ан. А. Фёдоров родился в Твери в семье садовода. Высшее образование получил в своём родном городе — в Тверском педагогическом институте, куда поступил одновременно со старшим братом. Окончил институт в 1929 году.
До 1935 года работал в Сухумском отделении Всесоюзного института прикладной ботаники и новых культур (с 1930 года институт назывался Всесоюзным институтом растениеводства, сейчас — Всероссийский институт растениеводства им. Н. И. Вавилова). С 1935 по 1945 год работал в Академии наук Армянской ССР (до 1943 года — Армянский филиал АН СССР). В 1938 году получил степень «кандидат биологических наук», в 1943 году — степень «доктор биологических наук».
С 1945 года работал в Ленинграде, в Ботаническом институте им. В. Л. Комарова АН СССР, в котором трудился до конца жизни; с 1963 года — заведующий лабораторией.
В 1955 и 1956 годах участвовал в Объединённой советско-китайской биологической экспедиции в провинции Юньнань совместно с М. Э. Кирпичниковым, И. А. Линчевским, зоологами В. В. Поповым и О. Л. Крыжановским, в экспедиции в Индонезию.
В 1955 году подписал «Письмо трёхсот» — направленное в Президиум ЦК КПСС письмо с критикой деятельности Т. Д. Лысенко и общей оценкой состояния биологии в СССР. Письмо было составленное большой группой советских учёных и привело в конечном счёте к отставке Лысенко с поста президента ВАСХНИЛ.
С 24 ноября 1970 года — член-корреспондент АН СССР по Отделению общей биологии.
Основные труды посвящены систематике цветковых растений, флоре СССР (особенно флоре Кавказа, европейской части СССР, Сибири, Средней Азии) и других стран, в частности, Азербайджана, Армении, Белоруссии, истории флоры. Среди семейств, обработкой которых занимался Ан. А. Фёдоров, можно выделить Колокольчиковые и Первоцветные. Занимался вопросами ботанико-географического районирования. Одной из главных работ Федорова является «История высокогорной флоры Кавказа в четвертичное время как пример автохтонного развития третичной флористической основы» (1952), где автор подробно описал процесс развития растительности горных стран из комплекса предковых форм растений, населявших территорию в древности.
Андрей Александрович А. Фёдоров был консультантом от СССР и соавтором «Флоры Европы» — международного издания, вышедшего в четырёх томах в 1964—1976 годах. Также Ан. А. Фёдоров являлся редактором и соавтором объёмного труда «Флора Европейской части СССР» (1974—1979).
Умер 5 марта 1987 года в Ленинграде. Похоронен на Серафимовском кладбище Санкт-Петербурга.

## Награды
Награждён двумя орденами Трудового Красного Знамени.

## Некоторые работы
- Фёдоров Ан. А. История высокогорной флоры Кавказа в четвертичное время // Материалы по четвертичному периоду СССР: сборник. — М., 1952. — Т. 3.
- Фёдоров Ан. А., Кирпичников М. Э. Справочное пособие по систематике высших растений: Вып. I: Сокращения, условные обозначения, географические названия / Под общей редакцией чл.-корр. АН СССР Б. К. Шишкина; Ботанический институт им. В. Л. Комарова Академии наук СССР. — М.—Л.: Изд-во Академии наук СССР, 1954. — 110 с.
- Фёдоров Ан. А. О флористических связях Восточной Азии с Кавказом // Материалы по истории флоры и растительности СССР. — М.—Л., 1958. — Т. 3.
- Фёдоров Ан. А. Диптерокарповый экваториальный влажнотропический лес Цейлона // Тр. Моск. общества испытателей природы. Отдел биологический. — 1960. — Т. 3.
- Тахтаджян А. Л., Фёдоров Ан. А. Флора Еревана. — Л.: Наука, Ленинградское отделение, 1972. — 396 с.
- Определитель высших растений Крыма / Ред. Ан. А. Фёдоров. — Л.: Наука, Ленинградское отделение, 1981. — 380 с.
- Фёдоров Ан. А. Семейство охновые (Ochnaceae). Семейство чайные (Theaceae). Семейство тетрамеристовые (Tetrameristaceae). Семейство боннетовые (Bonnetiaceae). Семейство диптерокарповые (Dipterocarpaceae) // Жизнь растений. В 6-ти т. / Гл. ред. А. Л. Тахтаджян. — М.: Просвещение, 1981. — Т. 5. Ч. 2. Цветковые растения / Под ред. А. Л. Тахтаджяна. — С. 18—19, 21—25, 27, 123—126. — 512 с. — 300 000 экз.

## Александр Александрович Фёдоров
Брат Андрея Александровича Фёдорова, Александр Александрович Фёдоров (1906—1982), также был ботаником, членом-корреспондентом АН СССР (1964). Его основные труды посвящены морфологии растений (в первую очередь описательной морфологии и тератологии цветковых растений), систематике цветковых растений, а также вопросам ботанического ресурсоведения. Автор наименований ряда ботанических таксонов; в ботанической номенклатуре эти названия дополняются сокращением «Al.Fed.».
Поскольку фамилия и инициалы у двух братьев совпадают, в литературе обычно используют сокращения Фёдоров Ан. А. для Андрея Александровича Фёдорова и Фёдоров Ал. А. для Александра Александровича Фёдорова.